# Marie-Madeleine Dauphin
Pour les articles homonymes, voir Dauphin (homonymie).
Madeleine-Amélie Dauphin dite aussi Madeleine-Amélie Franc-Nohain, née le 6 juin 1878 à Valmondois (Val-d'Oise) et morte le 1er septembre 1942 à Tours (Indre-et-Loire), est une illustratrice française.
Elle est spécialisée dans la littérature enfantine.

## Biographie

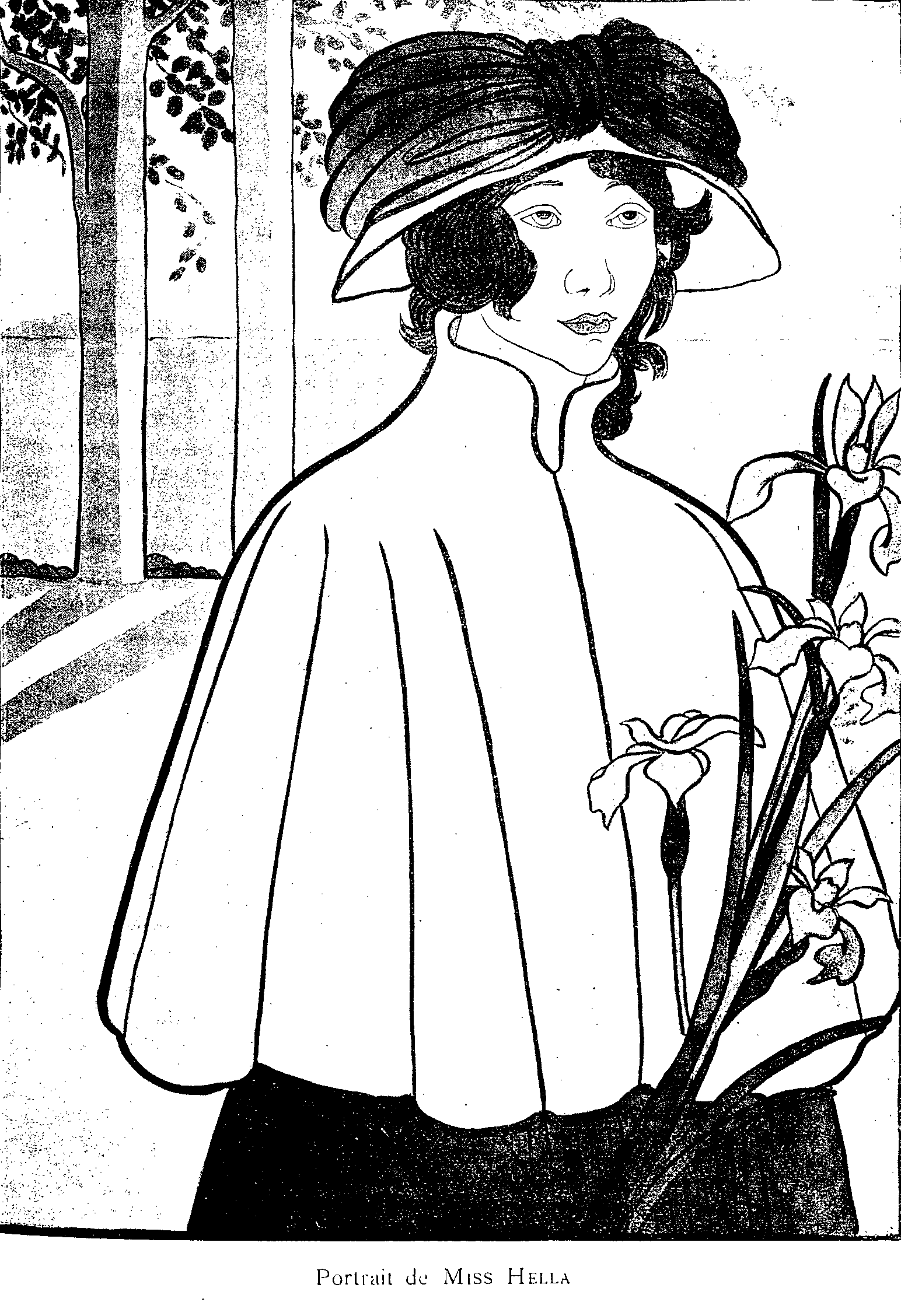
Portrait de Miss Hella, publié dans L'Aube méridionale en 1899.

Marie-Madeleine Dauphin est une des deux filles du musicien et poète languedocien Léopold Dauphin (1847-1925), installé à Paris dans les années 1870, puis qui revint dans son pays natal et de Marguerite Pigot (1852-1917).
Sa sœur, Jane, épouse Adolphe Boschot, un musicographe auteur d'ouvrages sur Hector Berlioz. 
Marie-Madeleine Dauphin épouse le 3 mars 1899 l'écrivain Maurice Étienne Legrand, dit Franc-Nohain dont elle prend le nom de plume pour signer ses œuvres. Ils ont deux fils, le parolier et animateur Jean Nohain (dit Jaboune) (1900-1981), filleul d'Alfred Jarry, et le comédien Claude Dauphin (1903-1978), ainsi qu'une fille, Francine (1914-1970), également illustratrice. 
Elle publie quelques dessins en 1898-1899 dans la revue L'Aube méridionale à laquelle collabore son père. Elle offre une aquarelle à la revue Paris-Noël de Gustave Goetschy quatre années de suite, de 1896 à 1900, sous le nom de Madeleine Dauphin pour les trois premières, puis deux planches de six vignettes sous forme d'une bande dessinée dont le texte est rédigé par son époux, en 1900 et 1901.

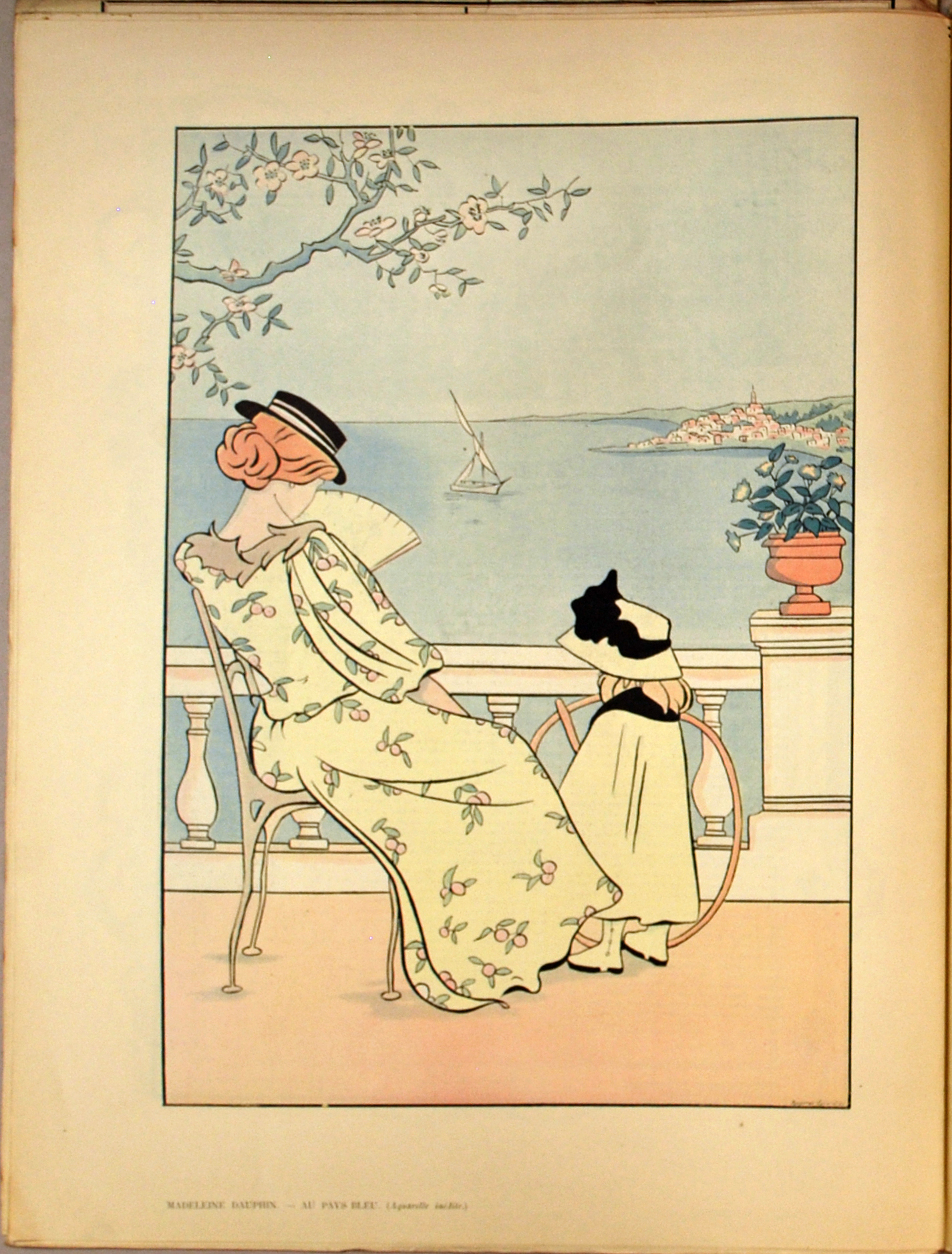
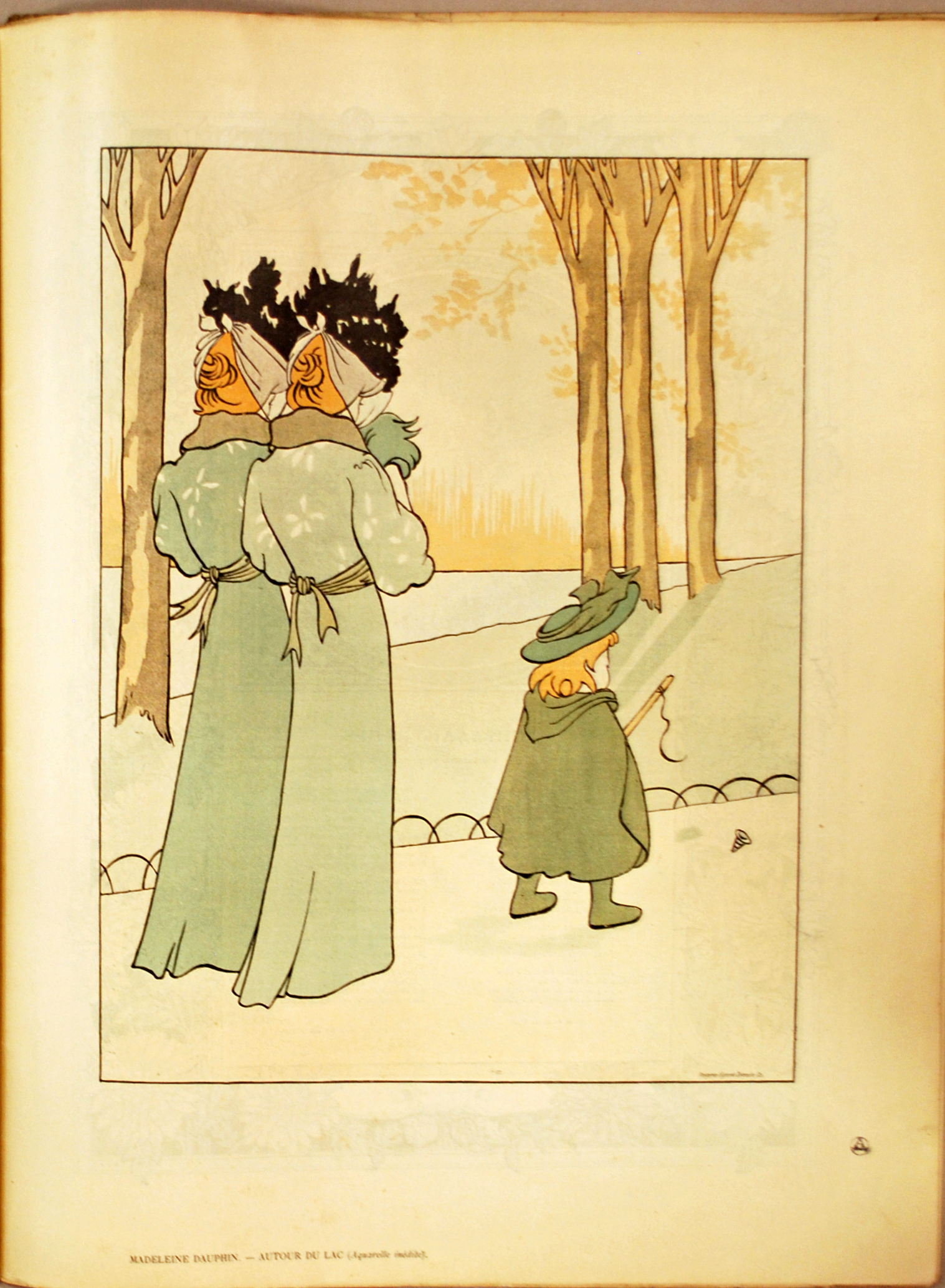
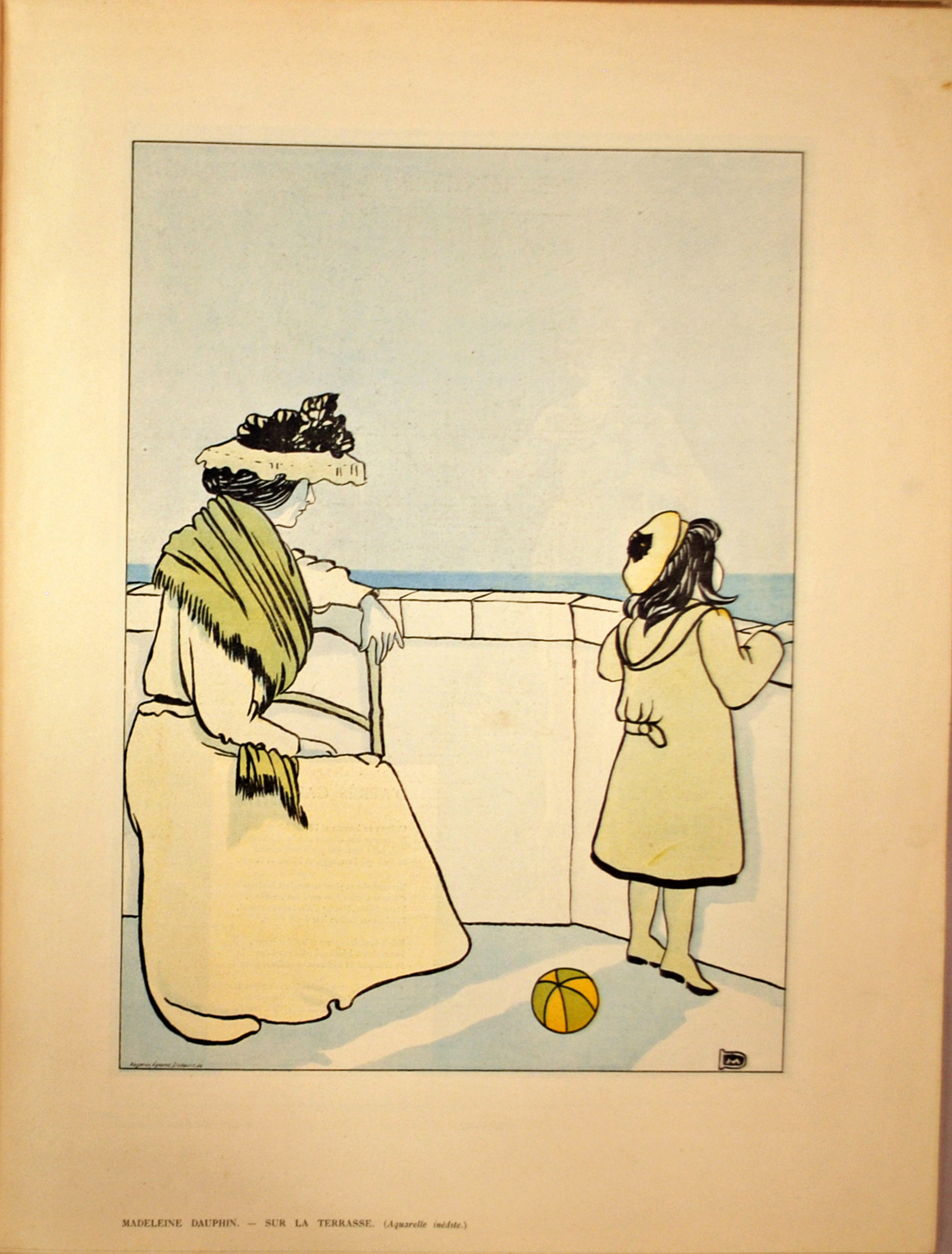
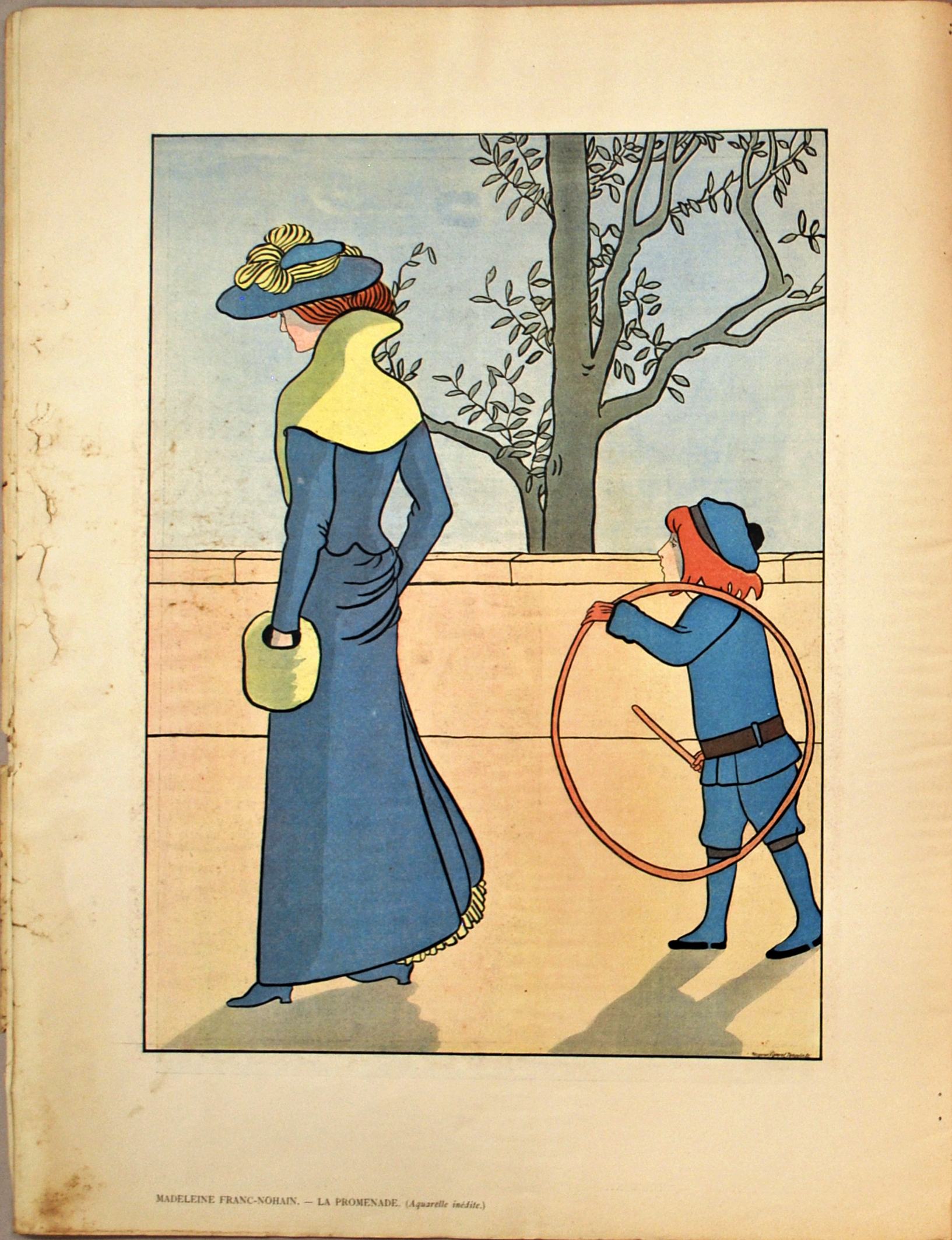
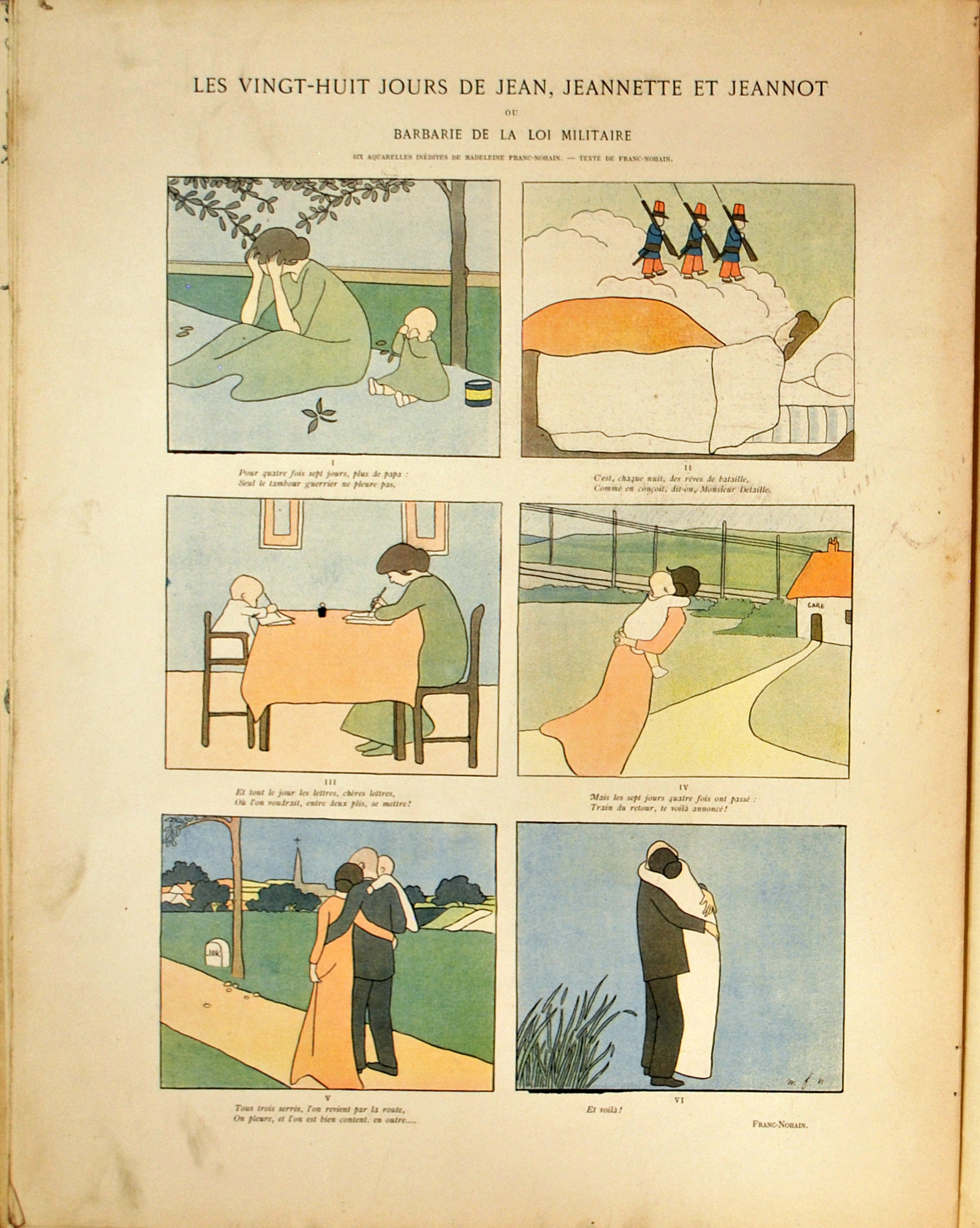
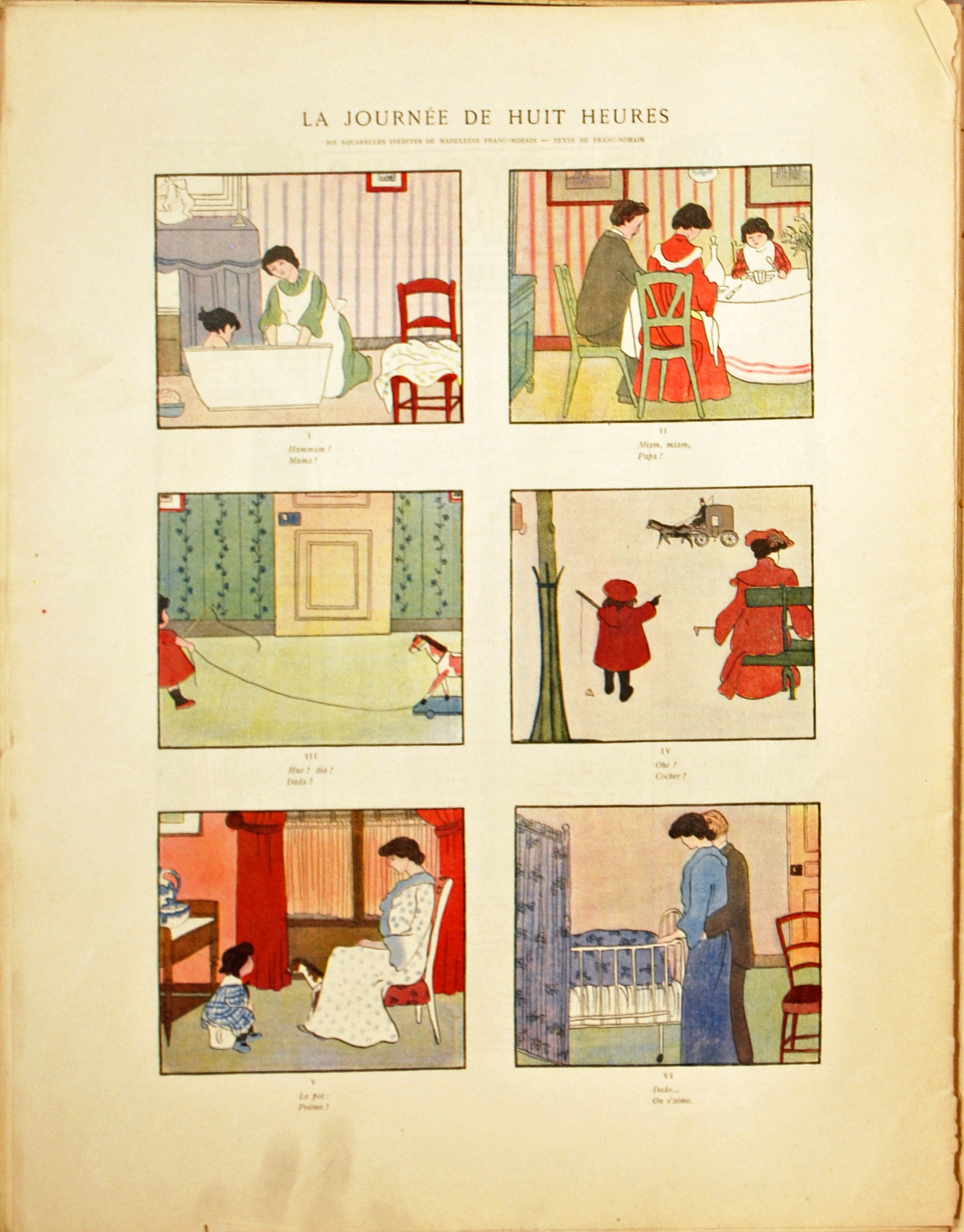

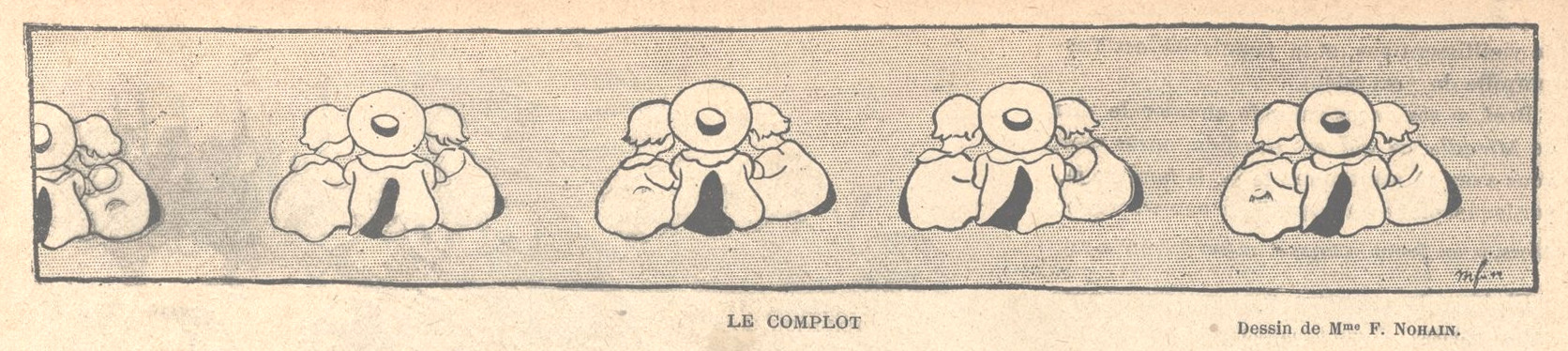
Complot, Le rire, 1902.

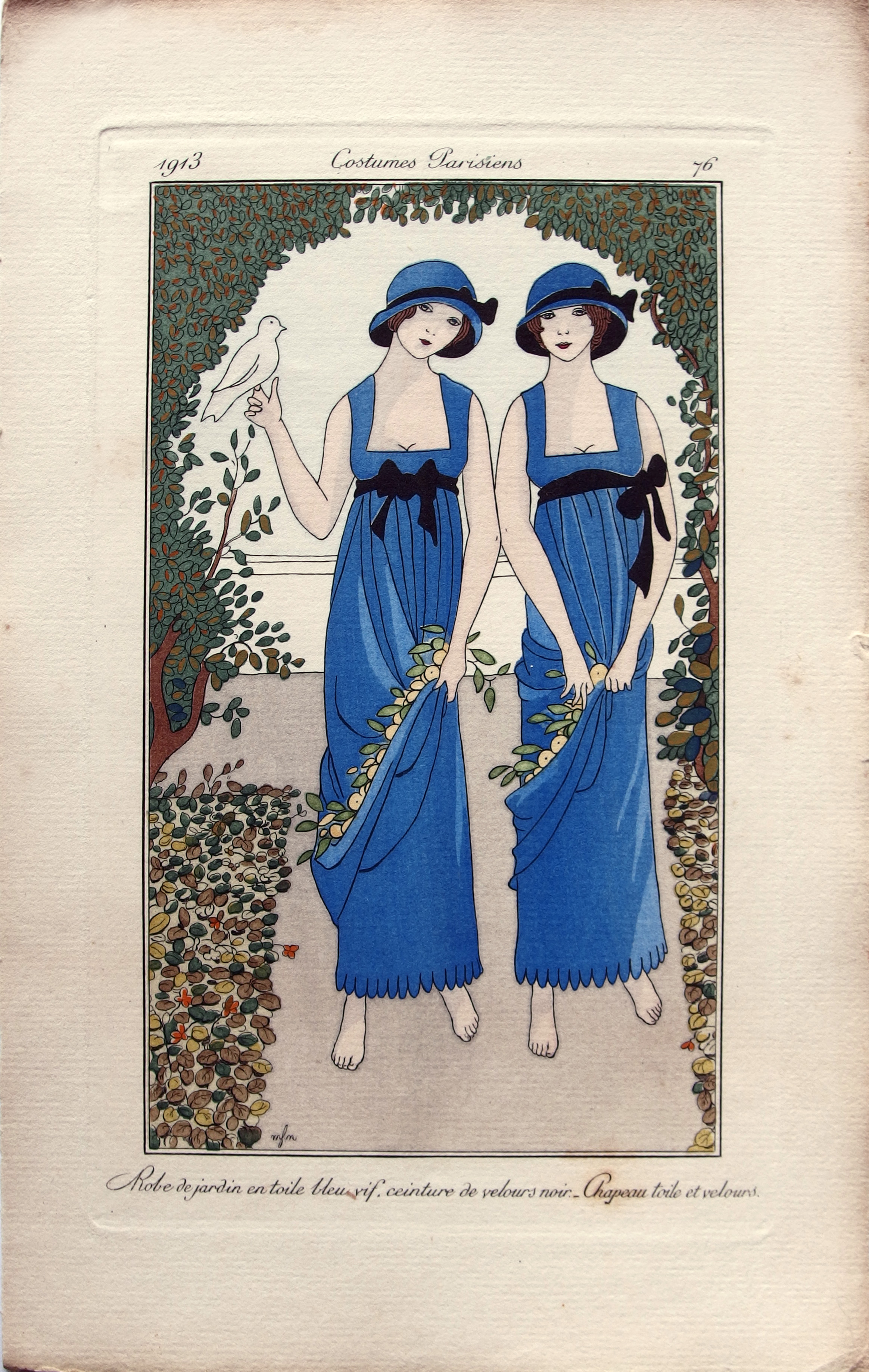
Robe de jardin en toile bleu vif, Marie Madeleine Franc-Nohain, Journal des dames et des modes, 1913.

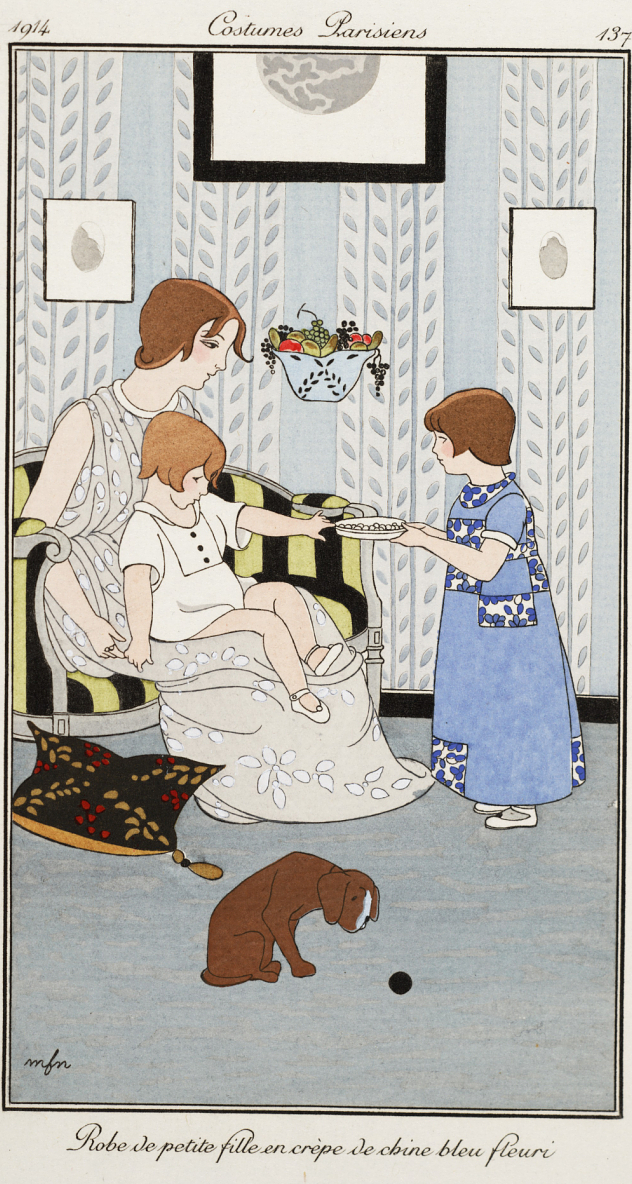
Robe de petite fille en crèpe de chine bleu fleuri, 1912.

À partir de 1902, elle publie ses illustrations pour Le Rire sous les signatures « mf-n » ou « Maud Franc-Nohain », puis pour le Journal des dames et des modes de 1912 à 1914, sous le monogramme « mfn ». 
En 1914, les Éditions Grasset éditent son premier album Le Journal de bébé, publié en deux versions : bleu pour les garçons, rose pour les filles. Son album sera réédité en 1927, puis en 1980 par Nestlé et en 1987 par le Metropolitan Museum of Art.
Dans l'entre-deux-guerres, elle illustre de nombreux livres pour enfants chez Plon, Flammarion, Larousse, Desclée de Brouwer et surtout Mame. Marie-Madeleine contribue régulièrement dans la rubrique Benjamines au journal Benjamin créé par son fils Jean,.

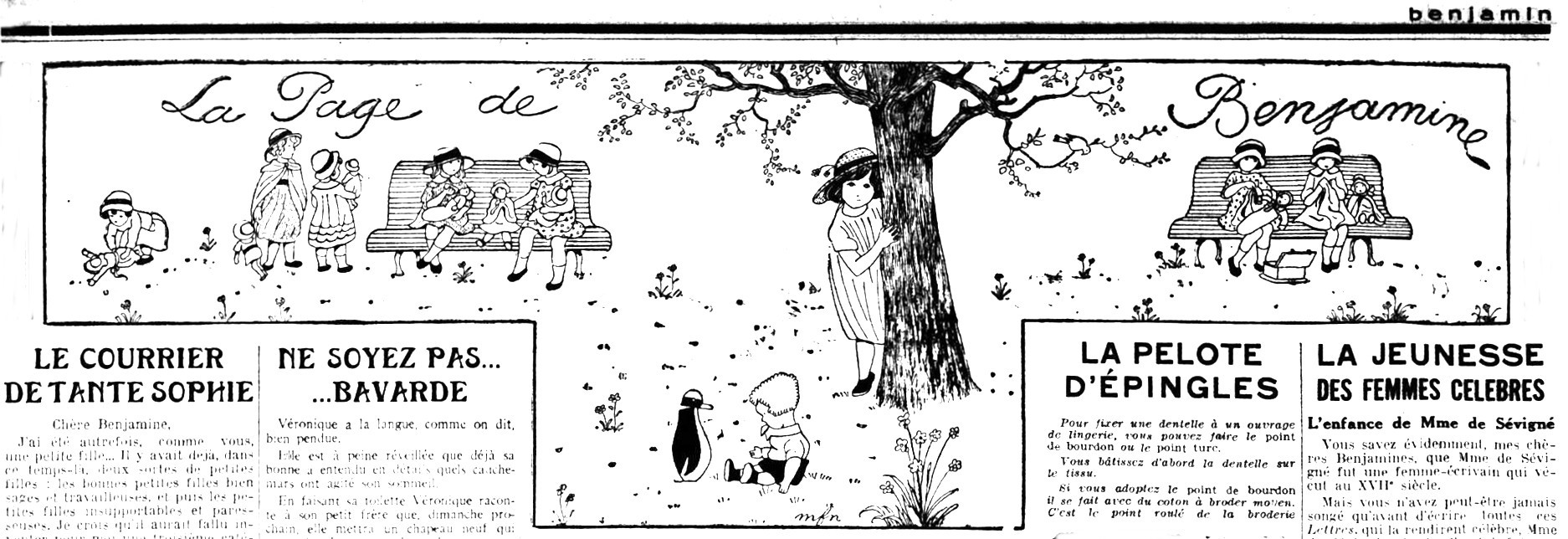
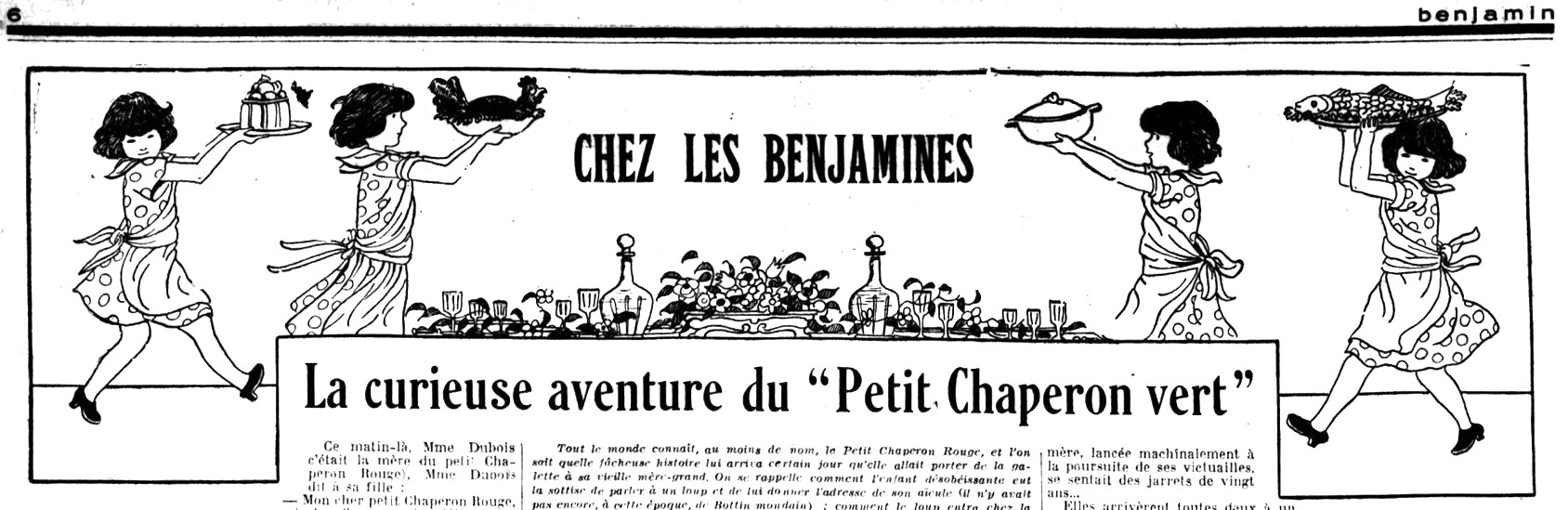

Au début de la Seconde Guerre mondiale, Marie-Madeleine Dauphin se réfugie en 1940 à Genillé, près de Tours, avec sa fille et sa belle-fille. En 1942, elle tombe gravement malade, est hospitalisée sur place et meurt dans le 7e arrondissement de Paris. Elle est inhumée au cimetière du Père-Lachaise (89e division), où elle repose avec son mari et ses enfants. Après son décès, sa fille et son gendre Claude Legrand rejoignent Gibraltar et embarquent pour l’Angleterre afin de se rallier aux Forces françaises libres. À son retour en France, Francine reprend sa carrière artistique d'illustratrice de littérature de jeunesse.

## Carrière artistique
Marie-Madeleine Dauphin s'est appuyée sur son expérience de mère de famille et a choisi de figurer l’enfance sous des traits volontairement naïfs, mais sans mièvrerie. « Son dessin fin et net, ses formes simples et arrondies, ses couleurs douces, posées en aplat, confèrent à ses tableaux un caractère aérien. Un parfum de nostalgie se dégage de son œuvre. » Dans le cadre de la Semaine de l’innovation publique, la BnF à Paris organise son 3e Hackathon, entièrement destiné à la jeunesse, les 24 et 25 novembre 2018, où Marie-Madeleine Franc-Nohain est représentée.

## Publications
- Marie-Madeleine Franc-Nohain, Histoires enfantines : 30 gravures dont 8 en couleurs, Paris, Librairie Larousse, 19??, 40 p. (BNF 44479024, lire en ligne).
- Le journal de bébé tenu par maman, Paris, Bernard Grasset, 1914, 169 p. (BNF 33442662, lire en ligne), frises et estampes de Marie-Madeleine Franc-Nohain.
- Marie-Madeleine Franc-Nohain (illustrations) et Franc-Nohain, Le journal de Jaboune, Paris, P. Lafitte, 1914, 317 p. (BNF 32123492, lire en ligne).

Albums de comptines
- Marie-Madeleine Franc-Nohain (illustrations) et Jean Armagnac, Rémi en vacances, Paris, Larousse, 1914, 40 p. (BNF 44478910, lire en ligne).
- Marie-Madeleine Franc-Nohain, Alphabet en images : 31 gravures en couleur, Paris, Larousse, 1933, 41 p. (BNF 32123506, lire en ligne).
- Marie-Madeleine Franc-Nohain, Les animaux sauvages : 30 gravures, dont 15 en couleurs, 1933, 40 p. (lire en ligne)
- Marie-Madeleine Franc-Nohain et Comtesse de Ségur, Un bon petit diable, 1934, 200 p. (lire en ligne).
- Marie-Madeleine Franc-Nohain, Animaux domestiques et familiers : 30 gravures, dont 8 en couleurs, 1934, 40 p. (lire en ligne).
- Marie-Madeleine Franc-Nohain, Jeux : avec des vers de sa fille Francine, Mame, 1934, 32 p. (lire en ligne).
- Madeleine Franc-Nohain, Contes et images, Tours, Mame, 1935, 62 p. (lire en ligne).
- Jaboune et Marie-Madeleine Franc-Nohain, Le petit manuel des enfants complaisants, Paris, Desclée De Brouwer et Cie, 1937, 82 p. (lire en ligne).
- Marie-Madeleine Franc-Nohain, Histoires parisiennes, 1937, 40 p. (lire en ligne).
- Marie-Madeleine Franc-Nohain et Charles Perrault, Contes de fées, 1941 (lire en ligne).
- Chantons, dansons. Rondes et chansons avec accompagnements faciles, 1936
- À chacun son métier, 1943
- Chantons, dansons, 1949
- Chantons Noël, 1950
- Fables, texte de Franc-Nohain
- Les grands hommes quand ils étaient petits, texte de Jaboune, 1925
- Les quatre saisons des Benjamins..., 1936

Albums de Marie-Madeleine Dauphin
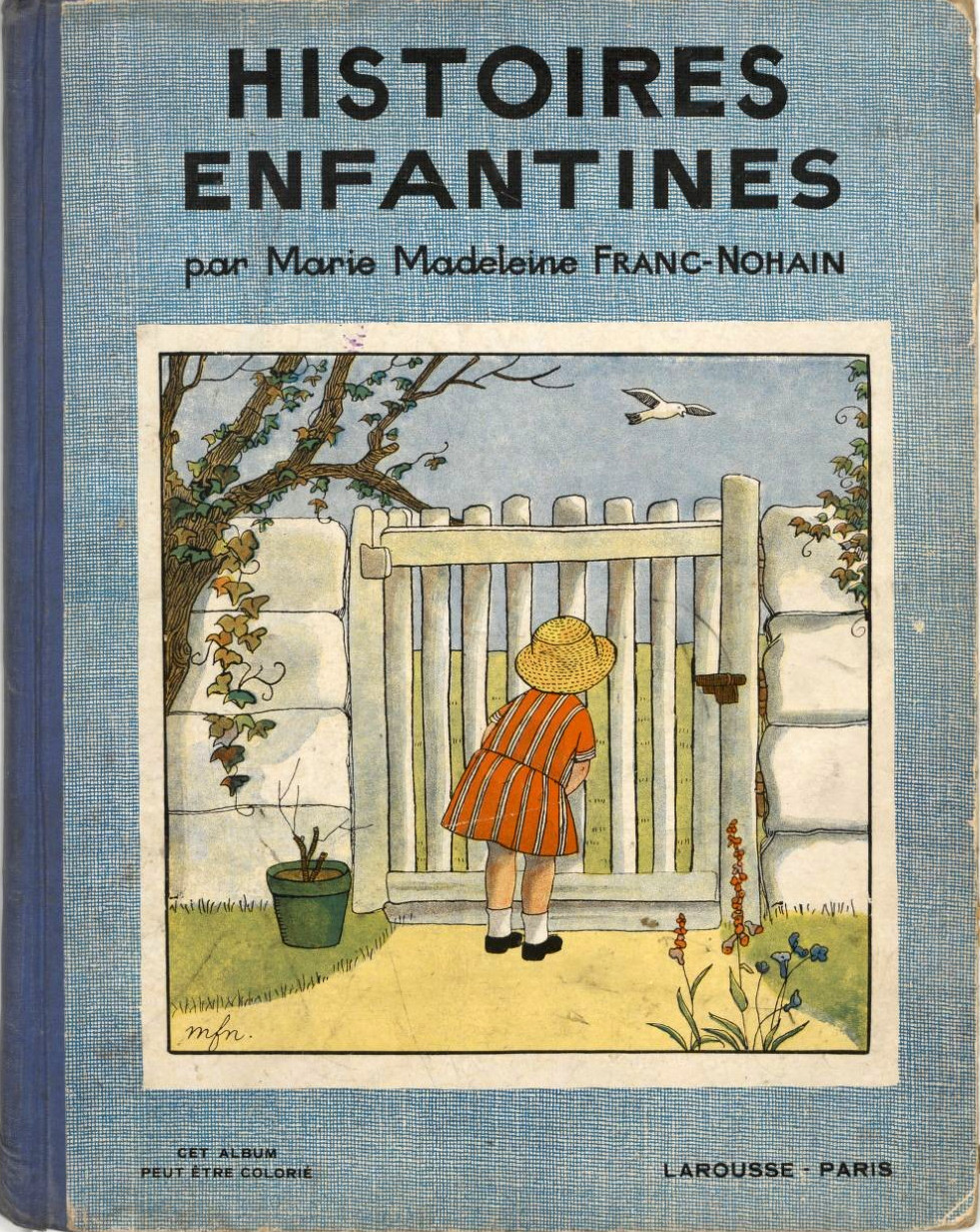
Histoires enfantines
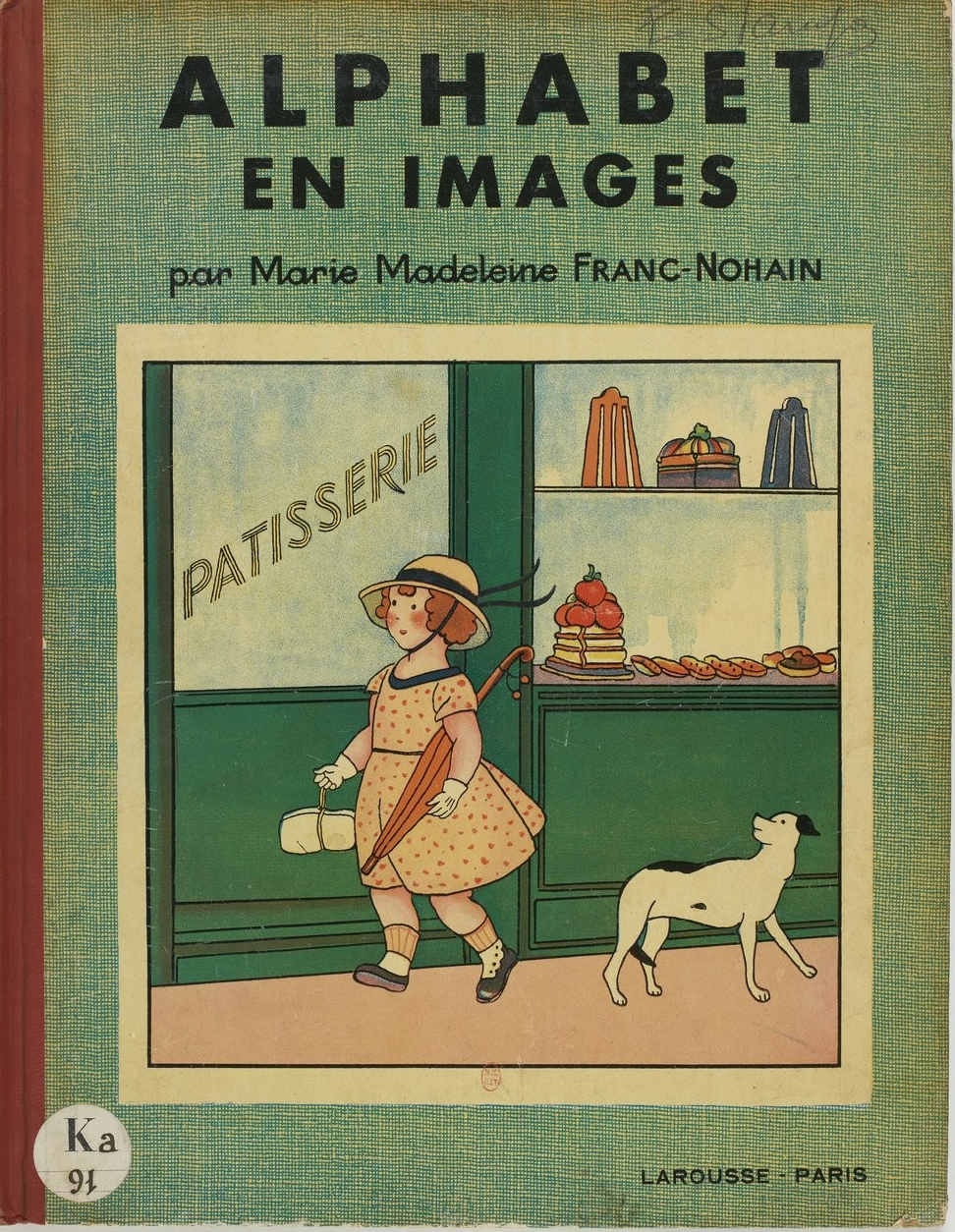
Alphabet
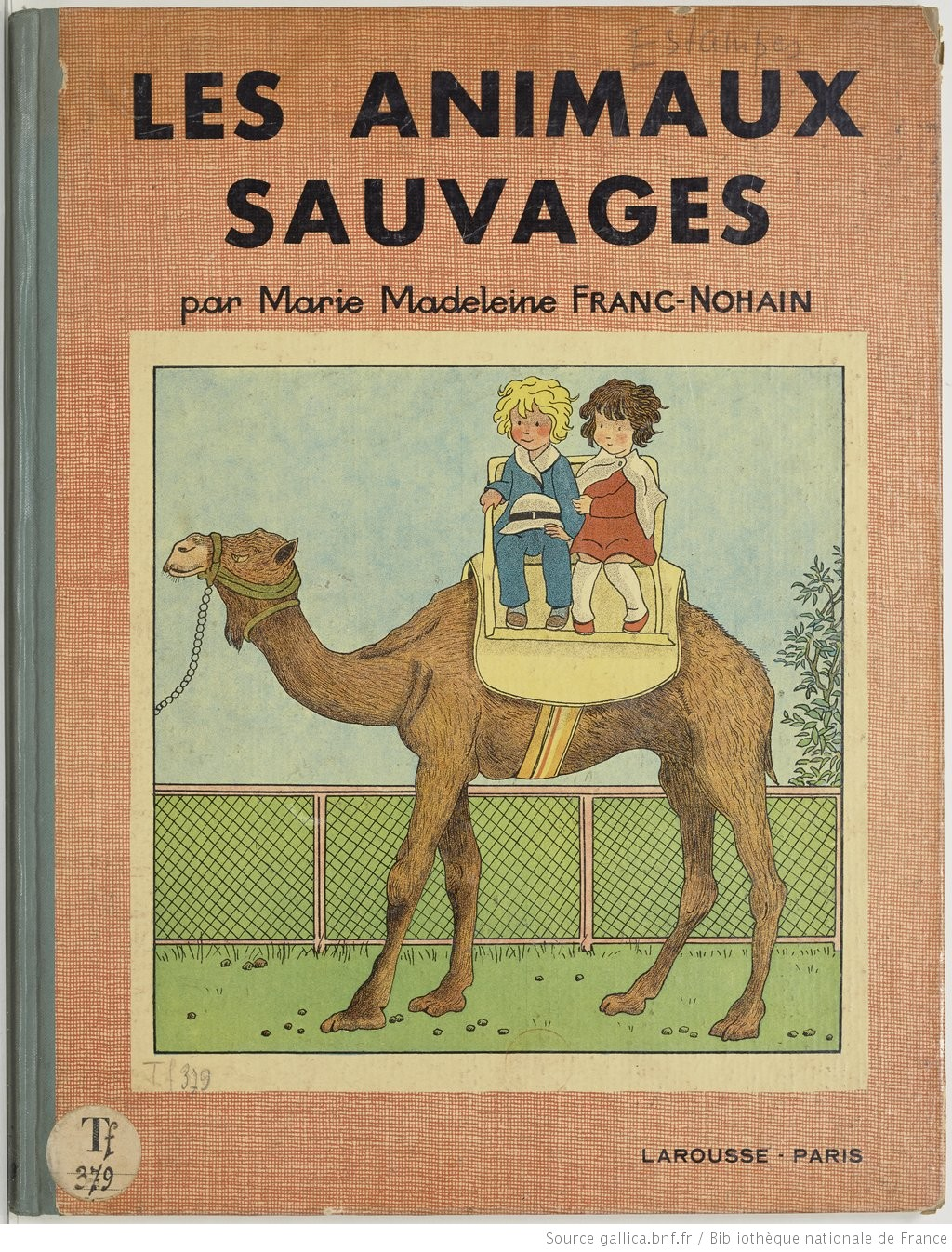
Les animaux sauvages
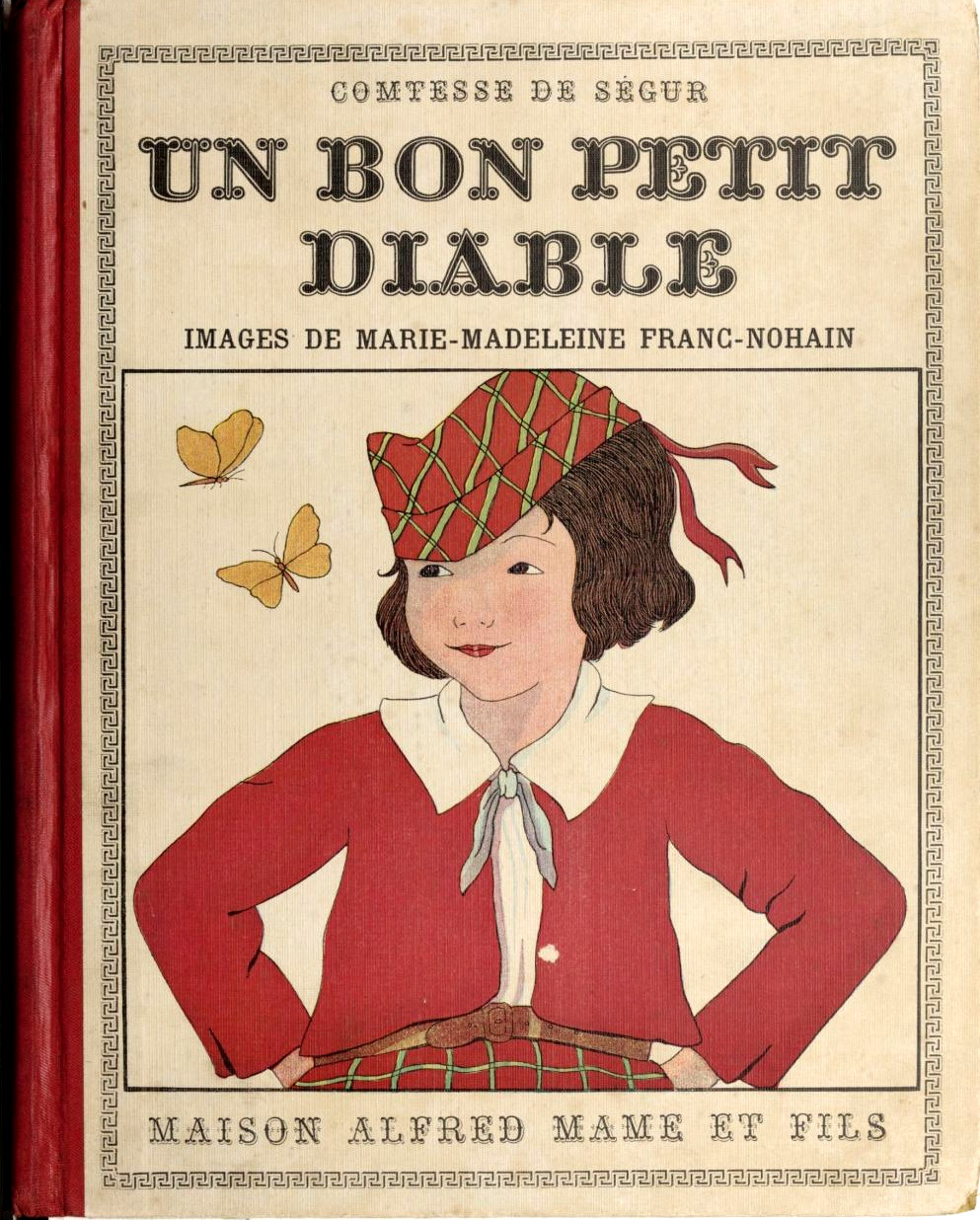
Un bon petit diable